# David Ryckaert II
David Ryckaert II ou David Rijckaert II (1586 à Anvers - 3 octobre 1642 à Anvers) était un peintre et marchand d'art flamand actif à Anvers. Il a contribué au développement initial de la nature morte en tant que genre indépendant par son rendu délicat de banquets et de natures mortes d'aliments, couverts, verres, pichets et bols ou assiettes en porcelaine disposés sur une table.

## Biographie
David Rijckaert II est né à Anvers en 1586, où il est baptisé le 9 août 1589. Son père est David Rijckaert l'ancien, brasseur et peintre de statues en bois devenu maître de la guilde de Saint-Luc d'Anvers en 1585. Sa mère est Catharina Rem. Son jeune frère est le peintre paysagiste Martin Ryckaert. David s'entraîne avec son père et devient maître de la guilde de Saint-Luc d'Anvers en 1607-1608.

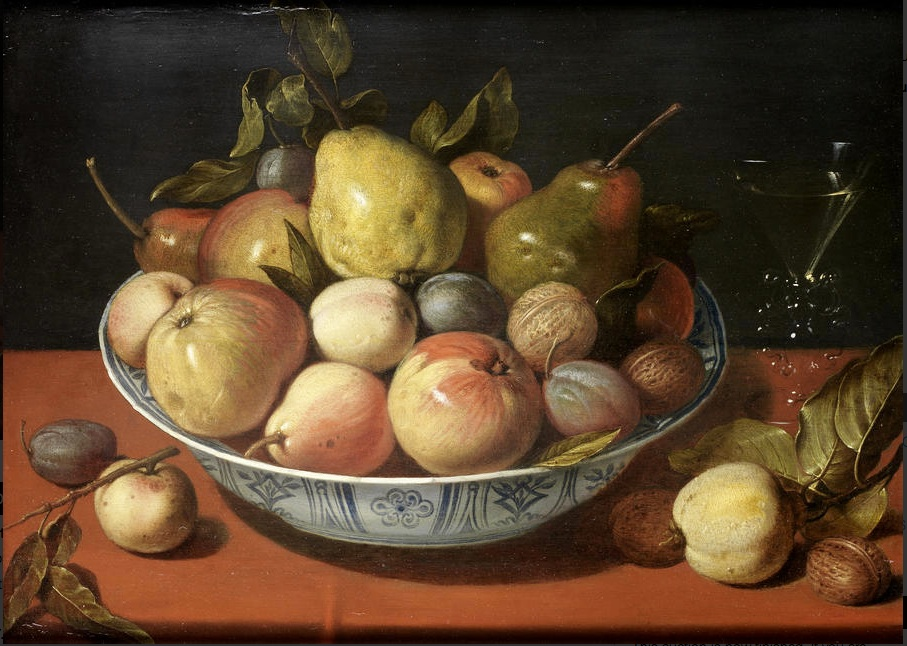
Pommes, poires, prunes et autres fruits aux noix dans une cuvette wan-li sur un plateau drapé

David Rijckaert II passe toute sa carrière à Anvers. Il épouse Catharina de Merre le 19 juillet 1608. Le couple a deux enfants: Catharina en 1610 et David III en 1612. Certains font état d'une deuxième fille, Martina, née en 1616. Ils ont peut-être un deuxième fils, nommé Pauwels, qui devient également un peintre. Il épouse pour la deuxième fois Jacob Pallemans qui lui survit. En plus de ses activités de peintre, David Rijckaert II est également actif en tant que marchand d’art.
David Rijckaert II décède à Anvers en 1642, où il est enterré le 3 octobre de cette année. David Rijckaert II est le maître de son fils David III, qui devient un peintre de genre de premier plan. Son élève, Gonzales Coques, devient l'un des principaux peintres anversois et épouse sa fille Catharina.

## Œuvre

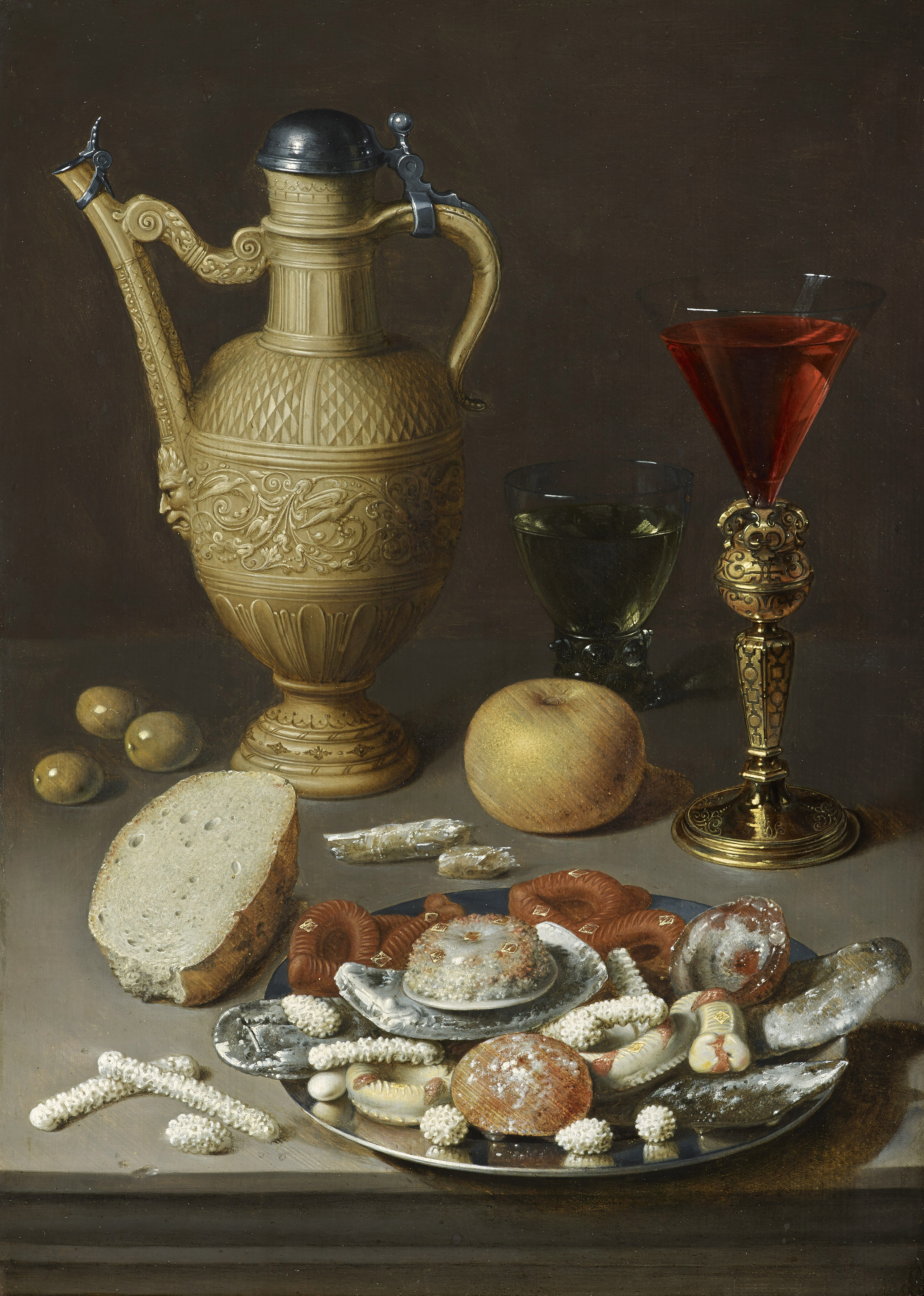
Nature morte avec une aiguière en grès avec des friandises dans un plateau d'argent, sur un rebord

On croyait auparavant que David Rijckaert II était un peintre de natures mortes ainsi que de paysages. L’opinion actuelle est qu’il n’a pas peint de paysages et que les paysages qui lui sont attribués sont peints par son frère Martin, peintre paysagiste de premier plan. Les scènes de genre qui lui sont attribuées sont l'œuvre de son fils David III.
Une quinzaine de natures mortes sont attribuées à David Rijckaert II. Il reste un artiste relativement mystérieux et obscur, car les historiens de l'art sont encore en train de recomposer son œuvre à partir de quelques œuvres signées.
Son style est proche de celui des principaux peintres de natures mortes d'Anvers, Osias Beert et Jacob van Es, ce qui explique pourquoi certaines de ses œuvres ont été attribuées auparavant à ces deux artistes. Ses peintures de natures mortes présentent également des similitudes avec celles de l'artiste allemand Georg Flegel et de l'anversois Jacob van Hulsdonck.
Les œuvres connues de David Rijckaert II se divisent en deux catégories: des natures mortes somptueuses de porcelaine, des objets en verre coûteux, de la vaisselle en argent, des plats en étain, etc. et des «banquets», c’est-à-dire des peintures représentant des aliments sur une table.
Les compositions de Ryckaert sont minutieusement construites avec une attention méticuleuse aux détails. Les objets et les formes sont disposés en séparant les uns des autres sur la surface inclinée d'une table. En juxtaposant nourriture, plats et objets précieux dans différents plans de l'espace, David Rijckaert II est en mesure d'accroître leur lisibilité. La présentation frontale et distributive est toujours archaïque, tandis que son souci du détail et son grand réalisme montrent son adhésion à la tradition flamande. Les caractéristiques de son style sont les fonds abstraits sombres et les couleurs vives ressemblant à de l'émail.